# Hylotropha leptotypa
Hylotropha leptotypa är en fjärilsart som beskrevs av Turner 1946. Hylotropha leptotypa ingår i släktet Hylotropha och familjen vecklare. Inga underarter finns listade i Catalogue of Life.